# Signore della droga
Un signore della droga, detto anche barone della droga o più semplicemente narcotrafficante, è un boss/criminale di alto livello che controlla una rete considerevole di persone coinvolte nel traffico illegale di droga. 
Tali figure sono spesso difficili da portare alla giustizia, perché esse normalmente non sono in possesso di qualcosa di illegale, bensì sono isolate dall'effettivo commercio in droghe da molti strati di personale. L'azione penale nei confronti di signori della droga è quindi di solito il risultato di un'infiltrazione attentamente pianificata nelle loro reti, spesso utilizzando informatori dall'interno delle organizzazioni.

## Più noti signori della droga viventi
- Rafael Caro Quintero
- Miguel Ángel Félix Gallardo (El Padrino)
- Ernesto Fonseca Carrillo (Don Neto)
- Juan Matta-Ballesteros
- José Ramón Prado Bugallo (Sito Miñanco)
- Miguel Caro Quintero
- Joaquín Archivaldo Guzmán Loera (El Chapo)
- Juan García Ábrego
- Ismael Zambada García (El Mayo)
- Osiel Cárdenas Guillén